# Grúixino
Grúixino (en rus: Грушино) és un poble de l'óblast de Vorónej, a Rússia, segons el cens del 2010 tenia 124 habitants.